# Krajowe Eliminacje do Konkursu Piosenki Eurowizji Junior 2016
Krajowe Eliminacje do Konkursu Piosenki Eurowizji Junior 2016 – polskie selekcje mające na celu wyłonienie reprezentanta Polski na 14. Konkurs Piosenki Eurowizji Junior organizowany w Valletcie. Finał eliminacji odbył się 15 października 2016 w Studiu 5 w siedzibie TVP przy ul. Woronicza 17.
Finał konkursu wygrała Olivia Wieczorek z utworem „Nie zapomnij”.

## Geneza organizacji konkursu
Pod koniec lipca 2016 Telewizja Polska potwierdziła udział w 14. Konkursie Piosenki Eurowizji Junior organizowanym w Valletcie w listopadzie 2016. Stacja ogłosiła, że jej reprezentant zostanie wybrany poprzez krajowe eliminacje.

## Przebieg konkursu

### Czas i miejsce konkursu
Polskie preselekcje do 14. Konkursu Piosenki Eurowizji Junior odbyły się 15 października w 2016 o godzinie 17:30 w Warszawie. Koncert był transmitowany na antenie TVP1 oraz TVP Polonia.

### Zgłaszanie utworów
Proces nadsyłania propozycji przez twórców ruszył pod koniec sierpnia 2016. Wszystkie nadesłane propozycje musiały spełniać warunki regulaminu konkursu: musiały posiadać tekst głównie w języku polskim, trwać nie dłużej niż 3 minuty oraz nie mogły zostać opublikowane przed 1 maja 2016. Wykonawca musiał mieć od 9 do 14 lat.
20 września 2016 zakończono przyjmowanie zgłoszeń do udziału w eliminacjach. Do finału zakwalifikowano dziesięć kandydatur. Lista finalistów selekcji została opublikowana 3 października 2016 na fan page’u „Eurowizja TVP” na Facebooku, a znaleźli się na niej następujący wykonawcy (kolejność alfabetyczna):
- Amelia Andryszczyk

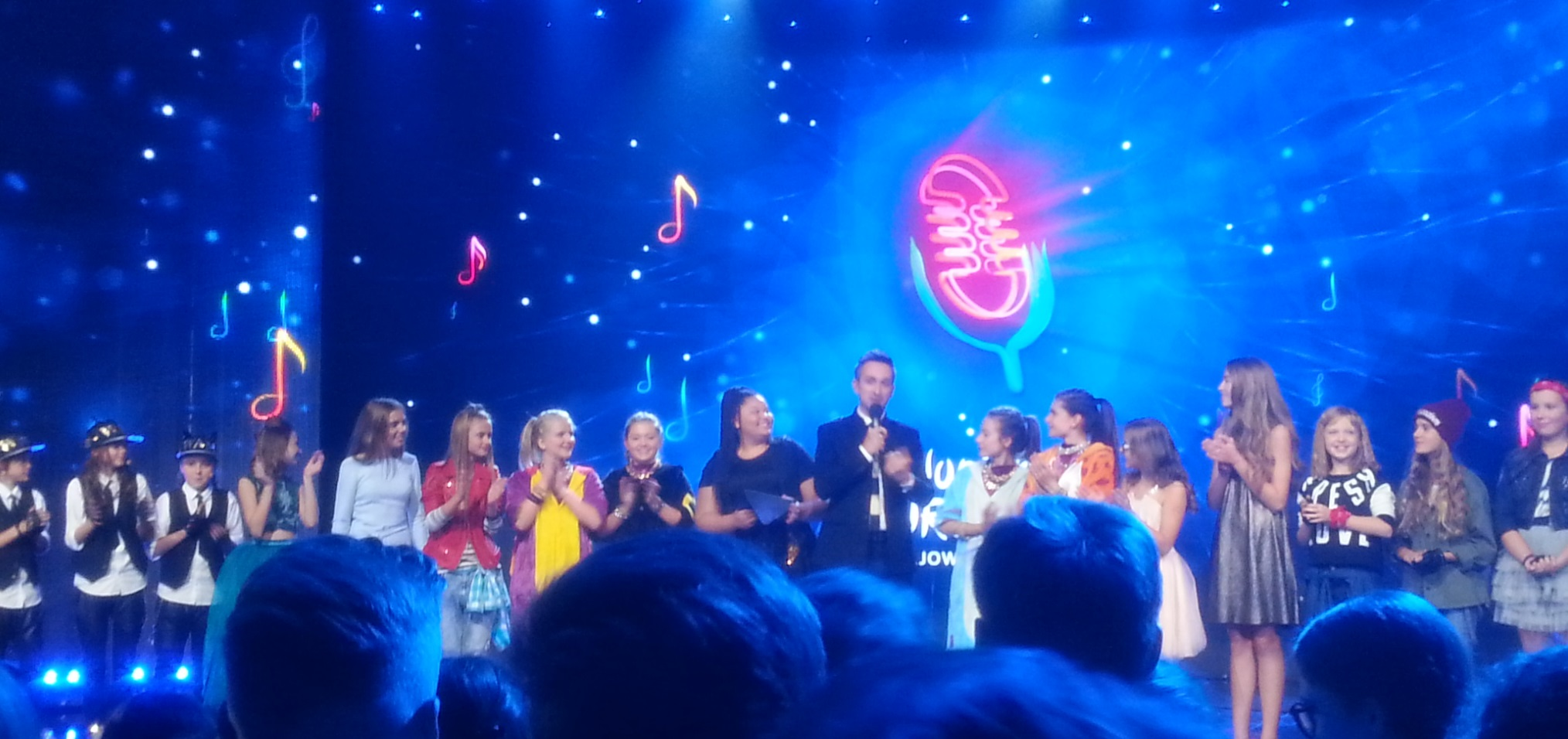
Finaliści krajowych eliminacji oraz Destiny Chukunyere i Radosław Brzózka (październik 2016)

- AFRIK (Weronika Lalik, Olga Mazurek, Zuzanna Abramowska, Zofia Gaborska, Oliwia Tychawska)
- ASMki (Amelia Zduńczyk, Anna Kugel, Natalia Pawlikowska, Malwina Skorek)
- Julia Chmielarska
- Ania Dąbrowska
- Urszula Dorosz
- Dominika Ptak
- WAMWAY (Amelia Wróblewska, Jagoda Król, Igor Borecki, Aleksander Papakiriacou)
- Olivia Wieczorek

### Prowadzący i goście specjalni
W październiku 2016 TVP ogłosiła, że koncert finałowy krajowych eliminacji poprowadzi Radosław Brzózka, a gościem specjalnym wydarzenia będzie Destiny Chukunyere, zwyciężczyni 13. Konkursu Piosenki Eurowizji Junior w 2015. Podczas koncertu gościnnie zaśpiewały też Anna Wyszkoni i Margaret.

## Wyniki

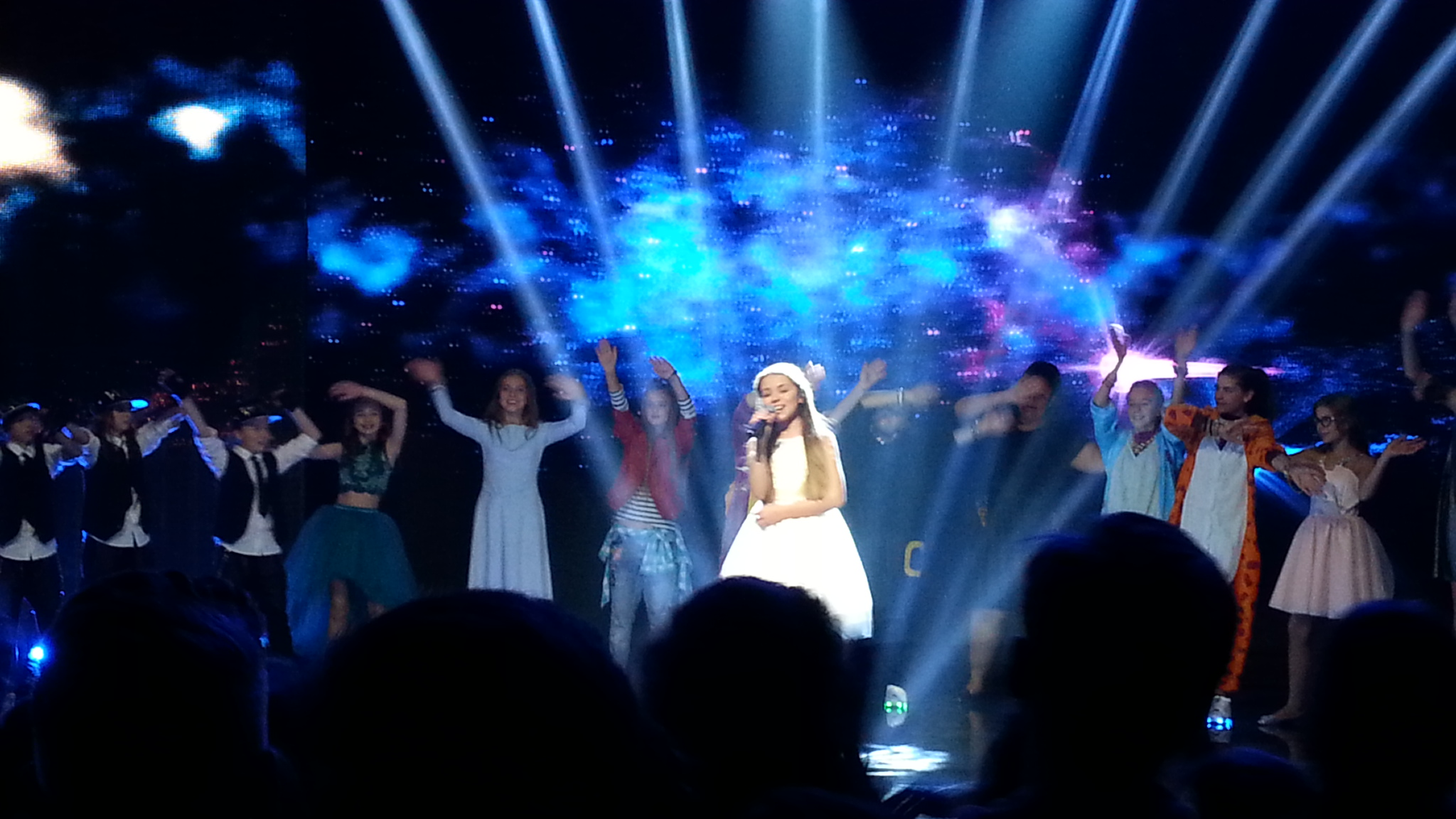
Olivia Wieczorek podczas występu zwycięzcy po ogłoszeniu wyników (październik 2016)

Zwycięzca eliminacji został wybrany poprzez głosowanie jurorów oraz telewidzów, którzy będą oddawali swoje głosy za pomocą SMS oraz systemu audiotele.
W skład komisji jurorskiej weszły piosenkarki Margaret i Anna Wyszkoni oraz dziennikarz muzyczny Marcin Kusy.
| Lp. | Wykonawca          | Piosenka            | Język  | Wynik |
| --- | ------------------ | ------------------- | ------ | ----- |
| 1.  | WAMWAY             | „Zróbmy hałas”      | polski | N/Z   |
| 2.  | Ania Dąbrowska     | „Fryzurka”          | polski | N/Z   |
| 3.  | Dominika Ptak      | „Jak kropla”        | polski | N/Z   |
| 4.  | Julia Chmielarska  | „Na skrzydłach dni” | polski | N/Z   |
| 5.  | ASMki              | „Do końca świata”   | polski | N/Z   |
| 6.  | Urszula Dorosz     | „Życie to nie gra”  | polski | N/Z   |
| 7.  | Amelia Andryszczyk | „Marzenia”          | polski | N/Z   |
| 8.  | AFRIK              | „Kocie tango”       | polski | N/Z   |
| 9.  | Olivia Wieczorek   | „Nie zapomnij”      | polski | 1     |